# Külbel
Külbel ist ein Begriff aus der Glasherstellung. Das Külbel ist ein dem Glasschmelzofen entnommener, mittels Glasmacherpfeife leicht aufgeblasener Glasposten, aus dem ein Hohlglas-Artikel (z. B. eine Flasche) entsteht. Zu den Details siehe Glasmaschine.